# Piatra (okręg Teleorman)
Piatra – wieś w Rumunii, w okręgu Teleorman, w gminie Piatra. W 2011 roku liczyła 3392 mieszkańców.